# 육반구
육반구(陸半球)는 북위 47° 13′  서경 1° 32′  / 북위 47.217°  서경 1.533° 를 중심으로 한 반구이다. 중심점은 프랑스 낭트 시이다.
유라시아와 아프리카, 아메리카 등 전체 육지의 6/7이 육반구에 포함된다. 육지가 많긴 하지만 육지와 바다의 비율은 49:51로 바다가 차지하는 면적이 더 넓다.